# Мирослав Марковић
Мирослав Марковић (рођен 20. октобра 1975. у Приштини) је бивши српски кошаркаш. Играо је на позицији крила.
Познат је као један од играча који је наступао у великом броју клубова у Српској лиги. Кошарком је почео да се бави у КК Косово поље из Приштине. Ту је брзо израстао у једног од главних носиоца игре иако је био међу најмлађима. Касније је наступао за многе друге тимове: КК Здравље, КК ФМП, КК Мега Исхрана, КК Војводина Србијагас и др.